# Limbeckův dům v Chebu
Limbeckův dům či dům Limbecků v Chebu (německy Limbeckhaus), zvaný též dům Bigattů-Limbecků, je barokní budova v západočeském Chebu. Jedná se o bytový a obchodní dům na nároží historického náměstí Krále Jiřího z Poděbrad č. 476/31 a ulice Jateční. Od roku 1988 je chráněnou kulturní památkou.

## Architektura
Rohový dům s pěti až sedmi okenními osami je zevnitř zdoben štukovými ornamenty. V roce 1780 byla barokně upravena fasáda a opatřena sochařskou ornamentální štukou.
Vysoká, sedlová střecha má tři řady vikýřů, přední řada je rozšířena do vikýřků se segmentově klenutými štíty. Středovou osu domu zdůrazňují volutové girlandy v rámu oken a štukované Boží oko.

## Historie
Historie majitelů domu na městském náměstí č.p. 476 sahá do počátku 16. století a od té doby vystřídal mnoho majitelů.
Mezi nejvýznamnější patřil v letech 1579-1614 Wolf Fritscheisen von Eisenberg. V letech 1631-1644 byl majitelem Wolf Josef von Schönstett. V té době zde bydlel plukovník Walther Lesslie s Karighmainu, který se v roce 1634 podílel na zavraždění Albrechta z Valdštejna.
Dalším majitelem byl v letech 1645-1663 plukovník Melchior Adam von Moser († 6. června 1667), důstojník ve službách města, který den po smrti Valdštejna zajal vévodu Františka Albrechta Sasko-Lauenburského, táhnoucího z Řezna do Chebu. Po něm dům vlastnil jeho syn Christoph Maximilian von Moser do 14. 5. 1670, kdy ho prodal Johannu Friedrichu Wincklerovi z Heimfeldu.
Dům patřil v letech od roku 1656 španělsko-holandské rodině Bigattů, která vymřela v roce 1812. V roce 1674 majitelem byl hejtman Peter Johann von Bigatto a po něm jeho syn Johann Adam von Bigatto.
Dne 14. listopadu 1747 zchátralý dům zakoupil radní Johann Adam Limbeck. V roce 1793 ho zdědil jeho syn, císařský rada a purkmistr Maxmilian Limbeck, rytíř z Lilienau. Po jeho smrti v roce 1810 připadl jeho dcerám. Dům rodině Limbecků z Lilienau, kteří opakovaně zastávali úřad chebských starostů nebo členů městského rady, patřil do roku 1824.
Poté byli majiteli manželé Matthäus a Eva Krämlingovi, po roce 1858 Vinzenz a Anna Krausovi a posledním soukromým majitelem domu byl od roku 1869 obchodník se sklem Josef Karl Ertl.